# Solenophora fagi
Solenophora fagi är en insektsart som beskrevs av William Miles Maskell 1890. Solenophora fagi ingår i släktet Solenophora och familjen Cerococcidae. Inga underarter finns listade i Catalogue of Life.